# Nicandra physaloides
Nicandra physaloides o Nicandra physalodes és una espècie de planta amb flors de la subfamília Solanoideae de la família de les solanàcies.
Se'l coneix amb els noms comuns de mosca Shoo, poma del Perú, capulí cimarró, o mal anomenada chamico (per la seva semblança amb les espècies de Datura).
Es creu que originàriament era originària de l'oest d'Amèrica del Sud, inclòs el Perú, i és coneguda en altres llocs com una espècie introduïda i ruderal (de vegades com una mala herba), a les zones tropicals, subtropicals i, en menor mesura, temperades de tot el món. També s'ha conreat durant molt de temps com a planta ornamental per les seves flors atractives i els seus fruits curiosos (aquests últims de vegades assecats per utilitzar-los en disseny floral) i s'ha adoptat a la medicina tradicional de països allunyats de la seva llar original.

## Descripció
Nicandra physaloides és una espècie anual que creix fins a 1 metre d'alçada amb branques esteses i fulles ovalades, de color mig verd, dentades i ondulades.
Les flors tenen forma de campana i fan 5 centímetres o més de diàmetre, de color violeta pàl·lid amb la gola blanca (de vegades blanc pur), que s'obren només unes poques hores al dia. La flor es sembla una llanterna cap al final del seu període de floració, els calzes inflats s'assemblen una mica als de certes Physalis spp., encara que a Nicandra (a diferència de Physalis) el calze fructífer és profundament lobulat, (els sèpals cordats) amb cap estructura indivisa, semblant a la bufeta. Es creu que la planta té propietats repel·lents d'insectes, especialment en relació amb la mosca blanca.
Les llavors de N. physaloides tenen una testa (coberta de les llavors) relativament gruixuda i presenten una forta latència, que es pot trencar per una combinació d'estratificació càlida i freda, que implica fluctuacions de temperatura entre 15 i 25 °C.

## Distribució
Nicandra physaloides és originària de l'oest d'Amèrica del Sud: nord-oest d'Argentina, Bolívia, Xile nord i central i Perú. S'ha introduït a moltes regions tropicals i temperades del món. És una mala herba de terres cultivables a gairebé tot el món.

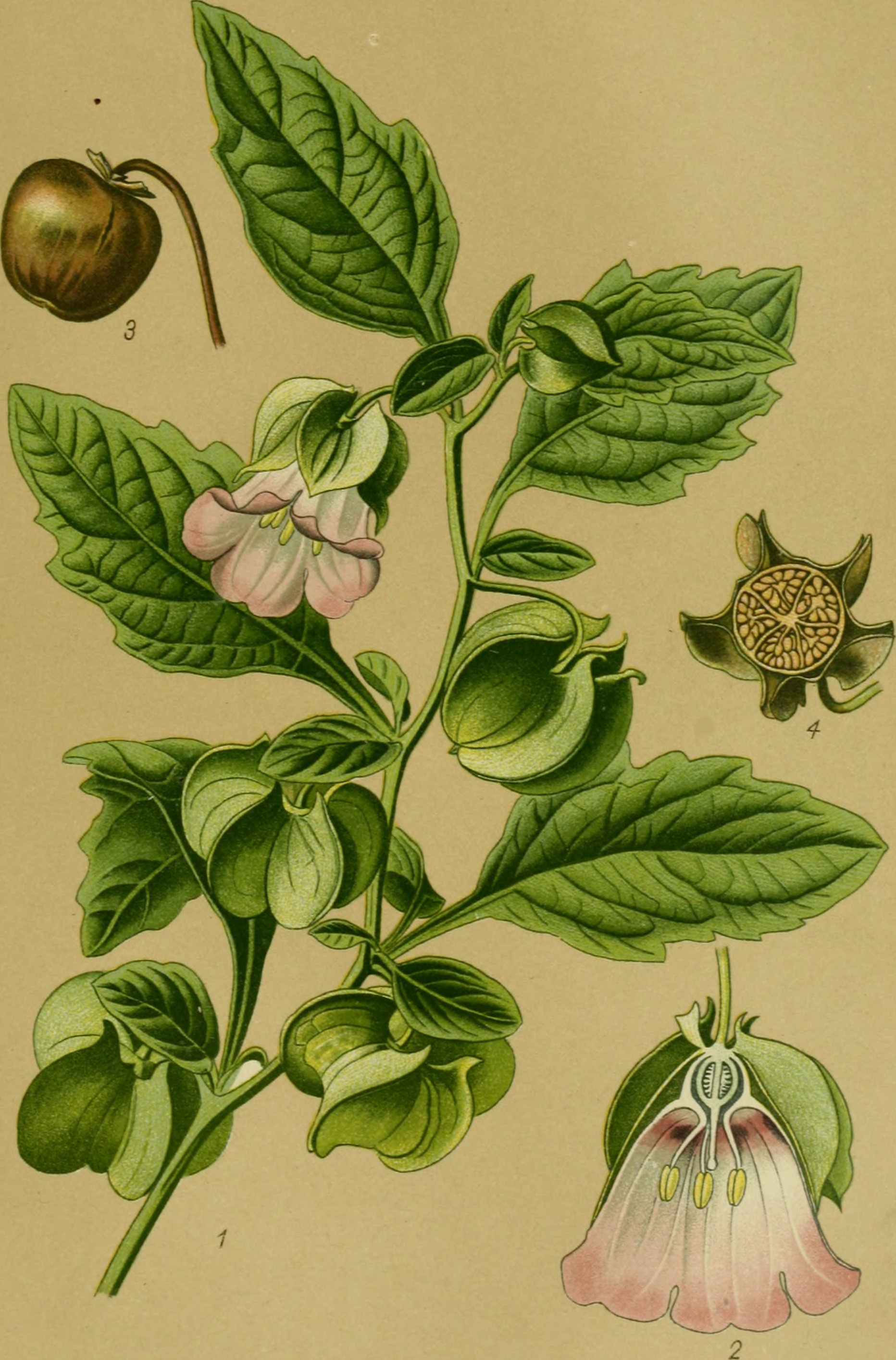
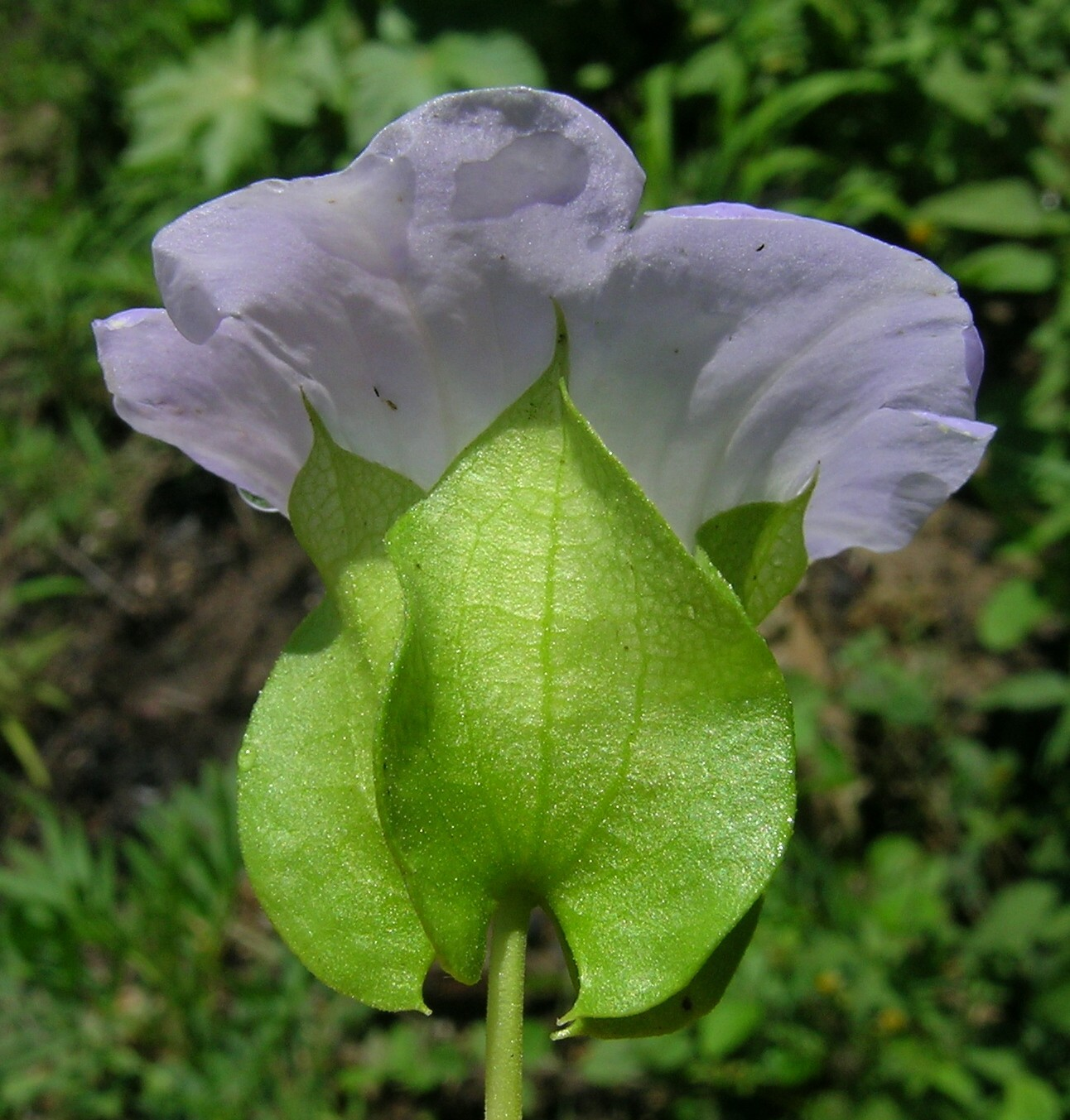
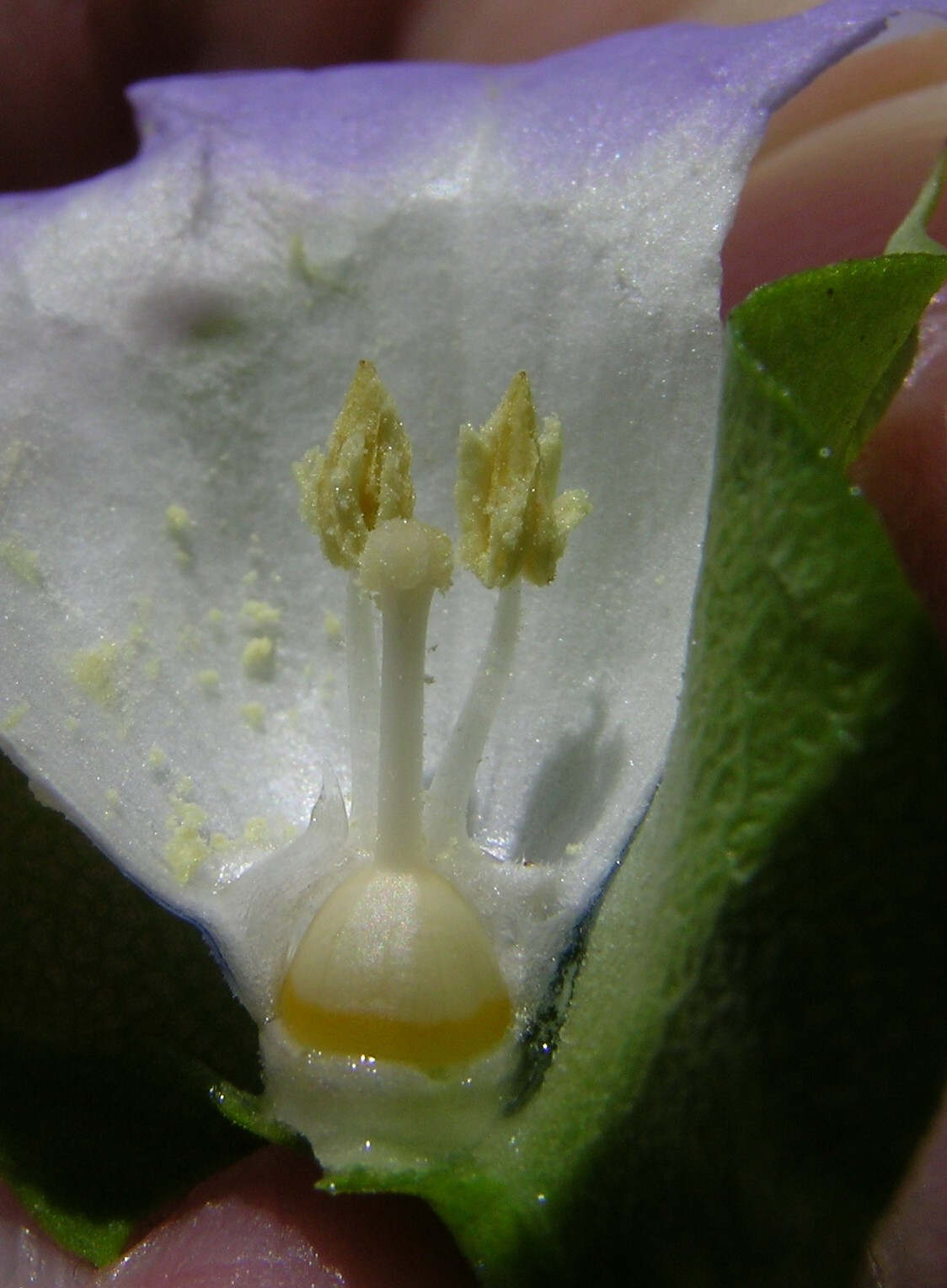
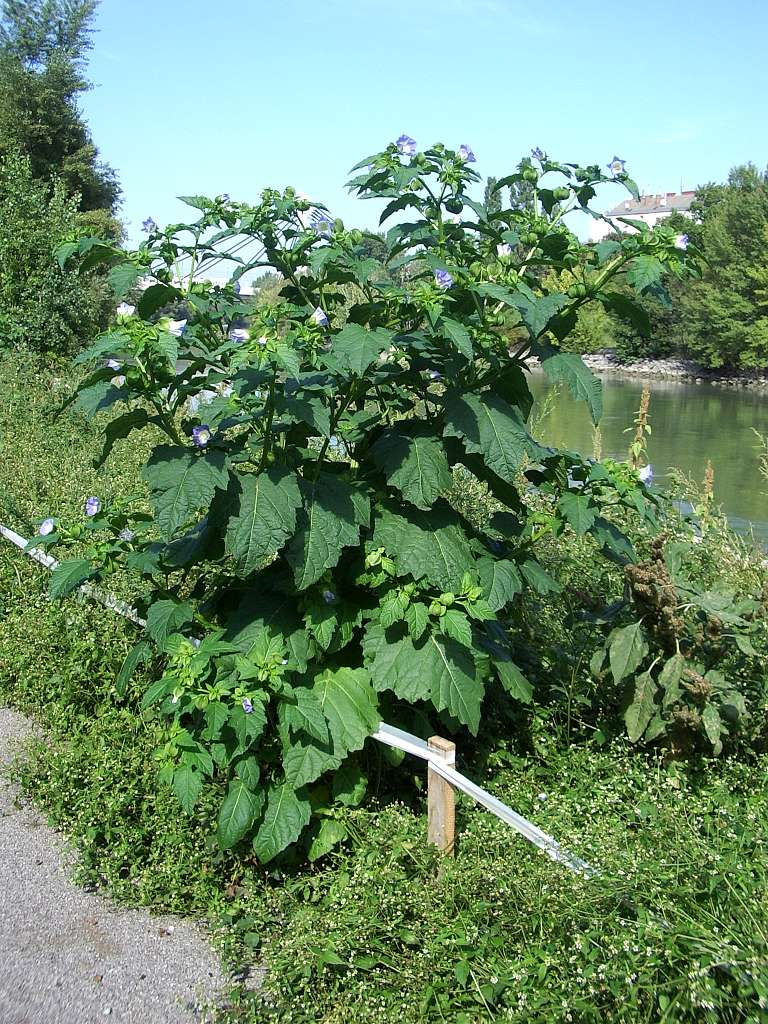

A les illes britàniques, la planta és una planta casual freqüent, que es troba en llocs nus o poc herbats, incloent terrenys conreats, llocs amb deixalles i abocadors d'escombraries. La seva aparició sovint és traçable a la presència de les seves llavors en marques comercials de llavors d'ocells.

## Toxicitat
Se sospita que Nicandra physaloides té propietats tòxiques similars a les que tenen certes espècies de Physalis implicades en l'enverinament d'ovelles. Algunes evidències contradictòries respecte a aquestes sospites han sorgit d'Austràlia (on a vegades la planta es coneix com a grosella silvestre), en la qual s'ha sospitat que la planta, amb proves força vagues, s'ha intoxicat en diversos moments, tot i que s'ha dut a terme una prova d'alimentació. A Nova Gal·les del Sud l'ús d'una ovella i una cabra va donar resultats negatius. L'any 1970 es va informar d'un cas a Nova Gal·les del Sud en què dues ovelles creuades van morir, pel que sembla com a conseqüència del consum d'aquesta planta. Els animals s'havien deixat pasturar en un camp de margall dret (Lolium rigidum) molt infestat de plantes Nicandra physaloides d'uns 60 cm d'alçada, de manera que van sobrepassar l'herba. Les dues ovelles van morir, amb símptomes d'inflor en 12 hores. A la necròpsia hi va haver hemorràgies extenses al cor i als pulmons, però sense altres anomalies aparents. Es va observar que els rumens de les ovelles contenien grans quantitats de Nicandra.

## Aplicacions
La literatura sobre la planta presenta relats d'ús una mica contradictoris, com a espècie tant comestible com tòxica/medicinal, que apunta a la conclusió que s'ha de considerar sospitosa i tractada amb precaució.
Es diu que tota la planta és tòxica (fins i tot, segons algunes fonts, molt tòxica) i que s'utilitza medicinalment com a diürètic, sedant i medicament per a la tos. Les fulles tendres, en ocasions, s'han cuinat com a verdura de fulla o herba d'olla (per exemple, a la cuina de Tanzània), però la decocció de les fulles s'ha utilitzat com a insecticida per tractar els polls del cap; mentre que el suc de les fulles fresques s'ha utilitzat per tractar l'amebosi. També s'han registrat usos medicinals no especificats de les fulles a la medicina tradicional del Brasil i Madagascar.
Les baies marrons i més seques dins dels calzes paperosos tenen una olor que recorda l'oli de cuinar i, tot i que almenys una font es descriu com a verinosa, són menjades pel poble Raji del Nepal. Es diu que les llavors són comestibles, però també s'utilitzen com a insecticida i medicinalment com a antipirètic (es bullen amb aigua i es prenen per a la febre), la indigestió i el restrenyiment, la qual cosa implica més propietats laxants.
Les llavors s'utilitzen en la medicina tradicional tibetana en el qual sistema es descriu com a de sabor acre i de posseir «una potència refrescant i molt verinosa» que es manifesta en efectes analgèsics, antihelmíntics, antibiòtics, antiinflamatoris i antipirètics; s'utilitza també per tractar el mal de queixal, la impotència i «trastorns contagiosos» no especificats i, a més, per «augmentar el vigor corporal» (és a dir, per funcionar com un adaptogen) si es consumeix en dosis regulars.

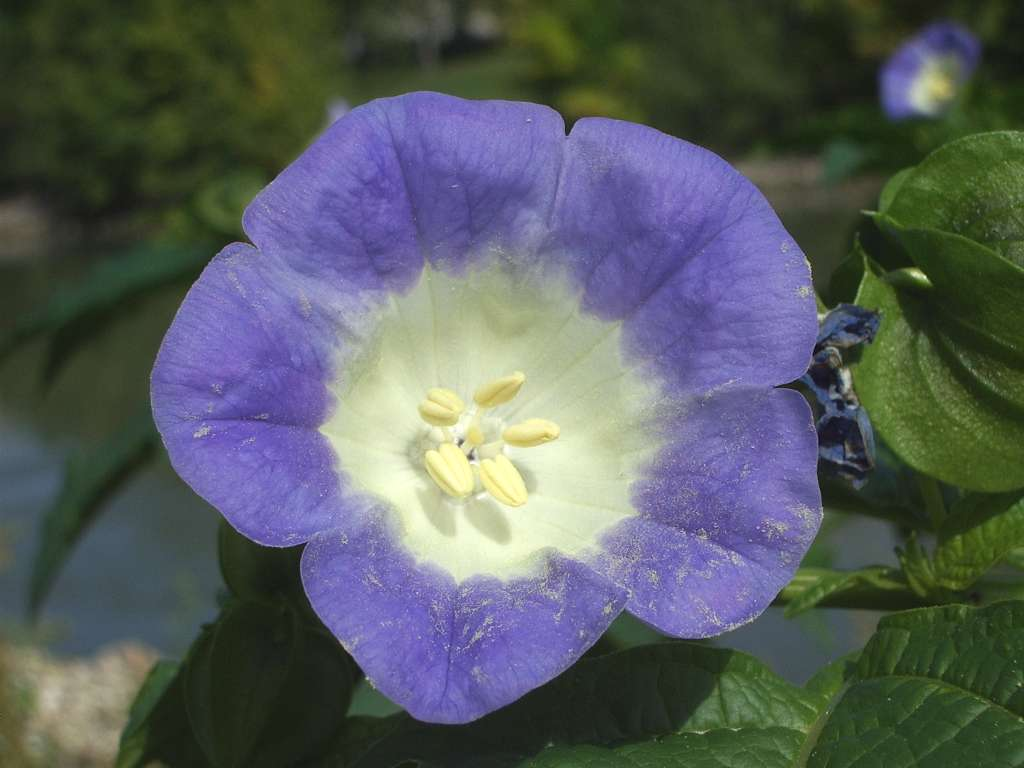
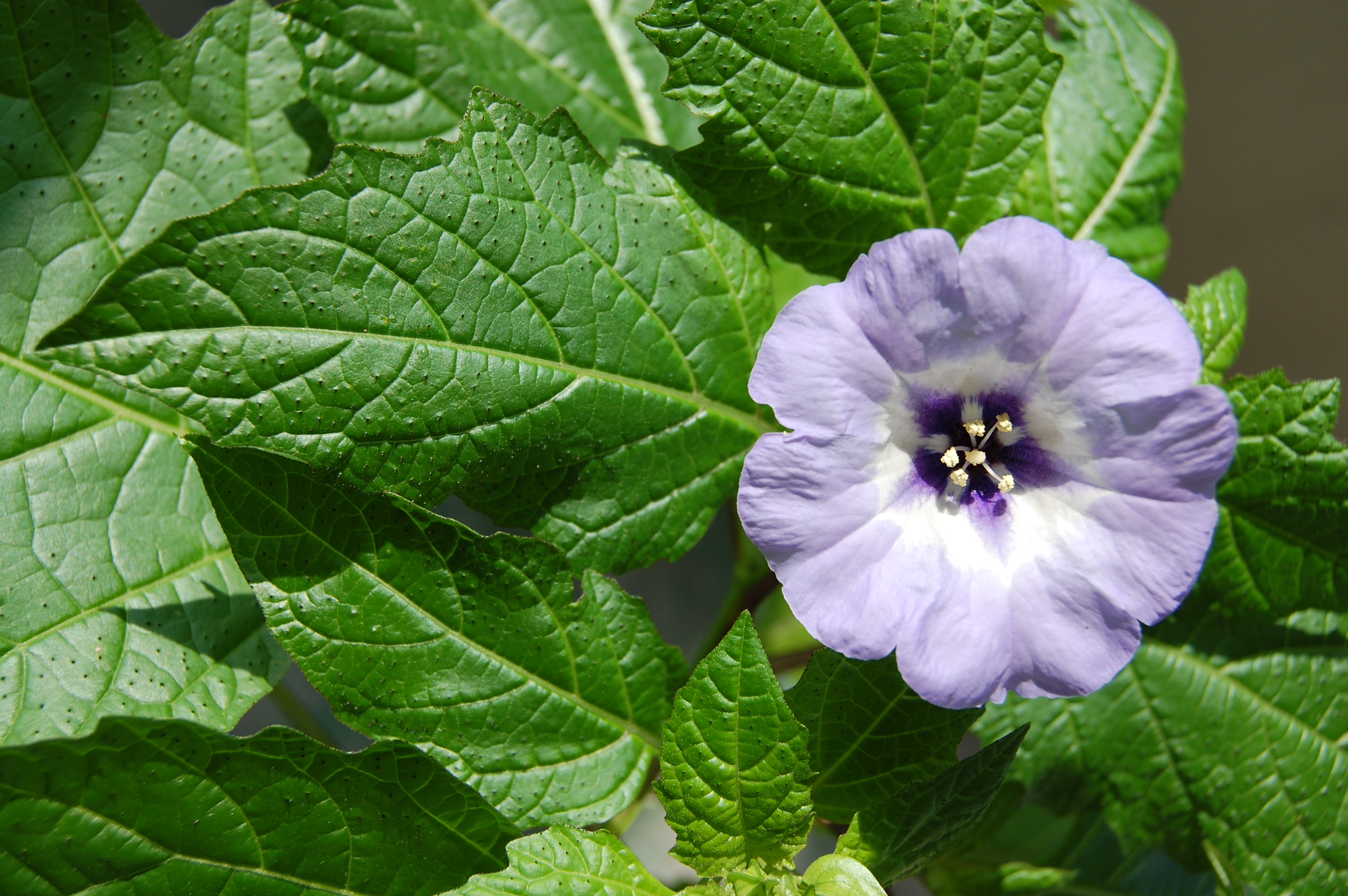

Nicandra physaloides s'utilitza com a remei popular a diversos llocs de l'Himàlaia, com Himachal Pradesh, Uttar Pradesh, Nepal i Sikkim, encara que la planta no és originari de la regió. Això pot ser degut al reconeixement popular d'una semblança familiar (sobretot pel que fa als calzes inflats en la fructificació) amb diverses plantes solanàcies natives de l'Himàlaia utilitzades durant molt de temps en les pràctiques mèdiques tradicionals; els gèneres implicats són Anisodus, Physochlaina, Przewalskia i Scopolia (tots pertanyent a la tribu Hyoscyameae de la subfamília Solanoideae). La molt valorada (i conseqüentment sobrecollida) espècie Anisodus tanguticus potser és particularment rellevant en aquest context.

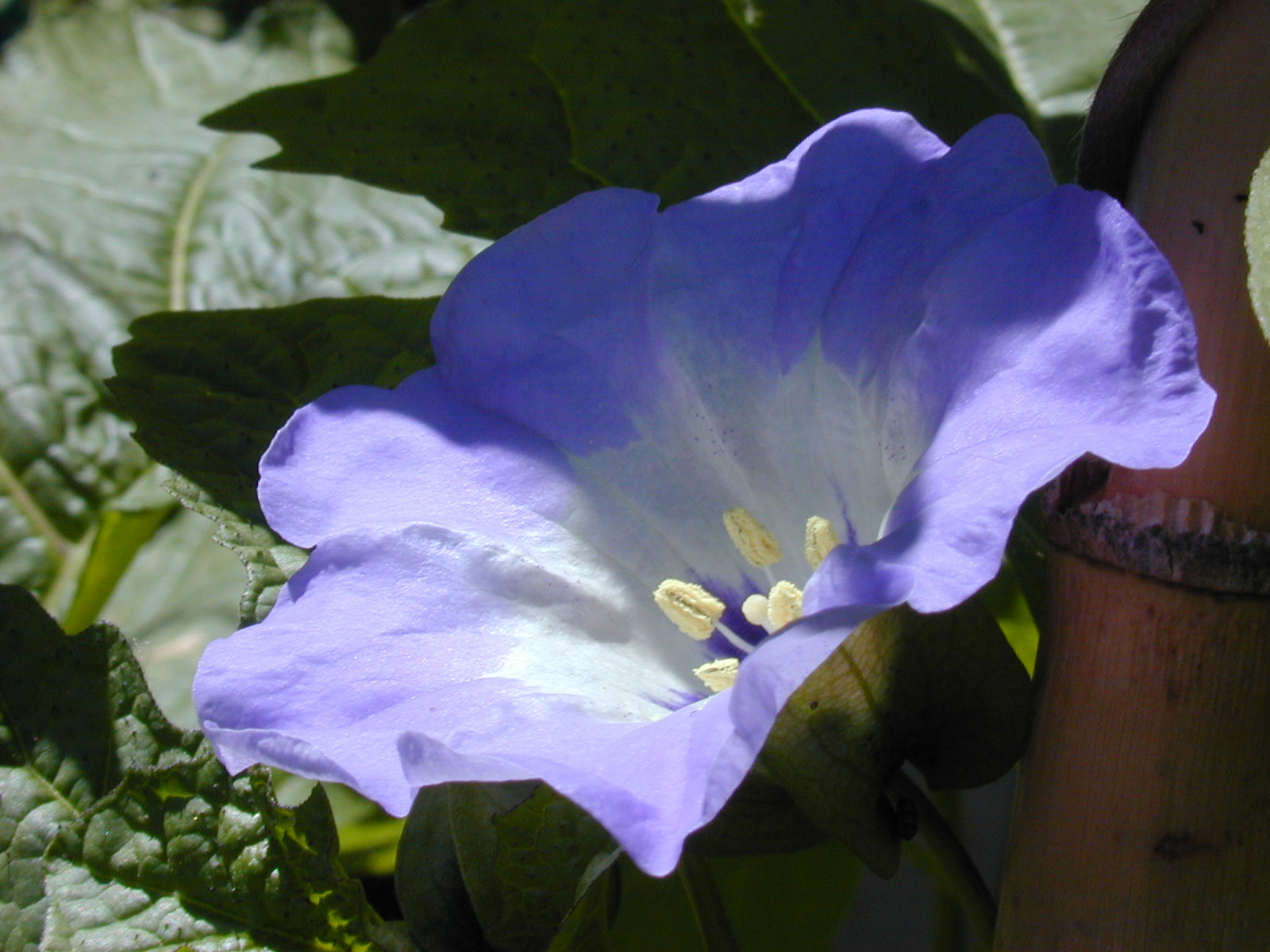
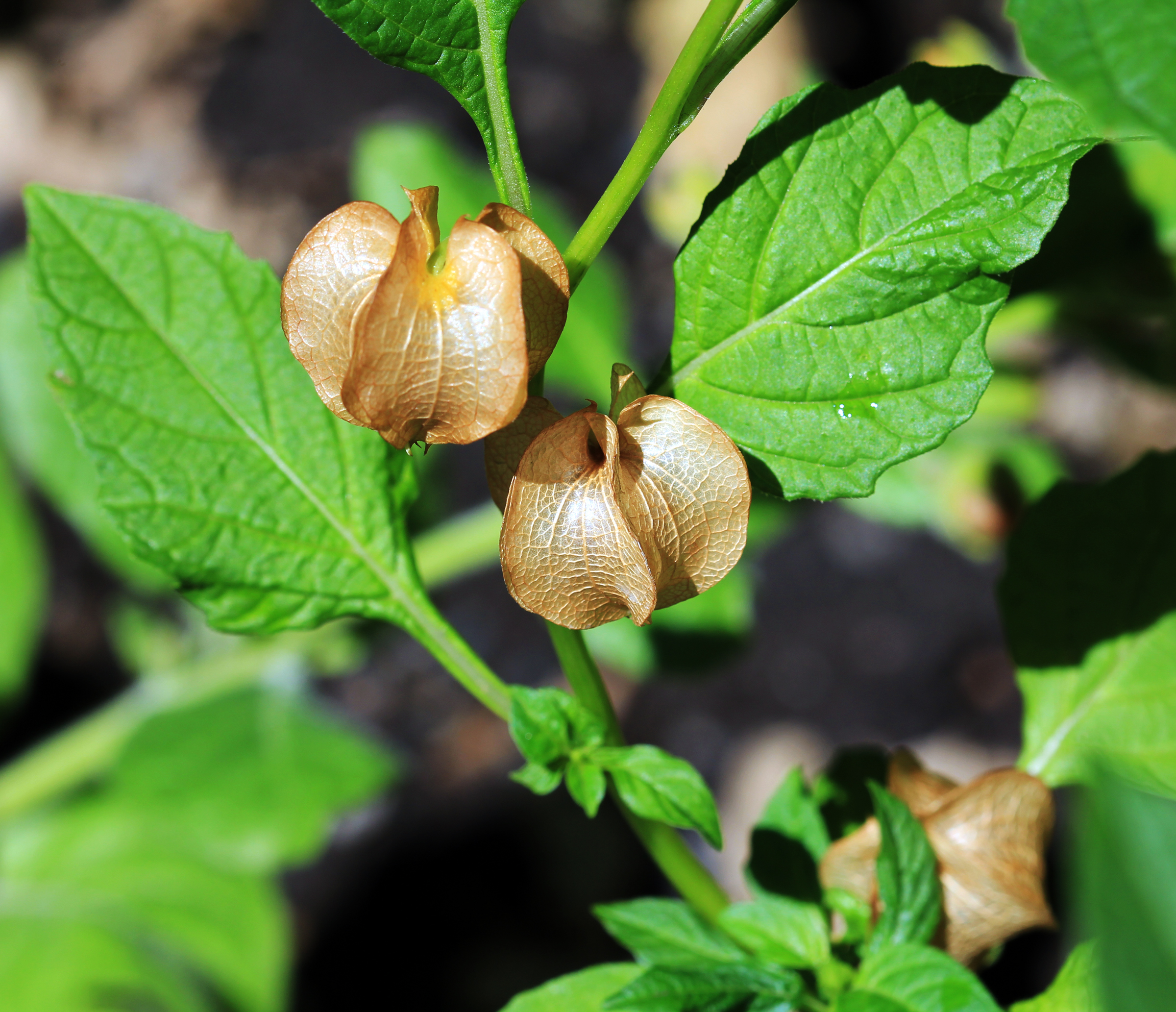

Les llavors de N. physaloides s'han utilitzat durant almenys un segle al sud-oest de la Xina per produir la gelea que s'utilitza en les postres conegudes com a bingfen (en xinès, 冰粉, bīngfěn: traducció literal: gel en pols), coneguda generalment a l'oest com a gelea de cristall o gelatina de gel, i es diu que es va inventar a la dinastia Qing. Les postres a base de gelea de cristall són particularment populars a la ciutat de Chengdu, on es valoren tant per l'alleujament refrescant que ofereixen als molestos per la calor humida de l'estiu com pel contrast igualment refrescant que proporcionen la cuina local de Sichuan, sovint molt especiada (vegeu també salsa mala, 麻辣醬)..

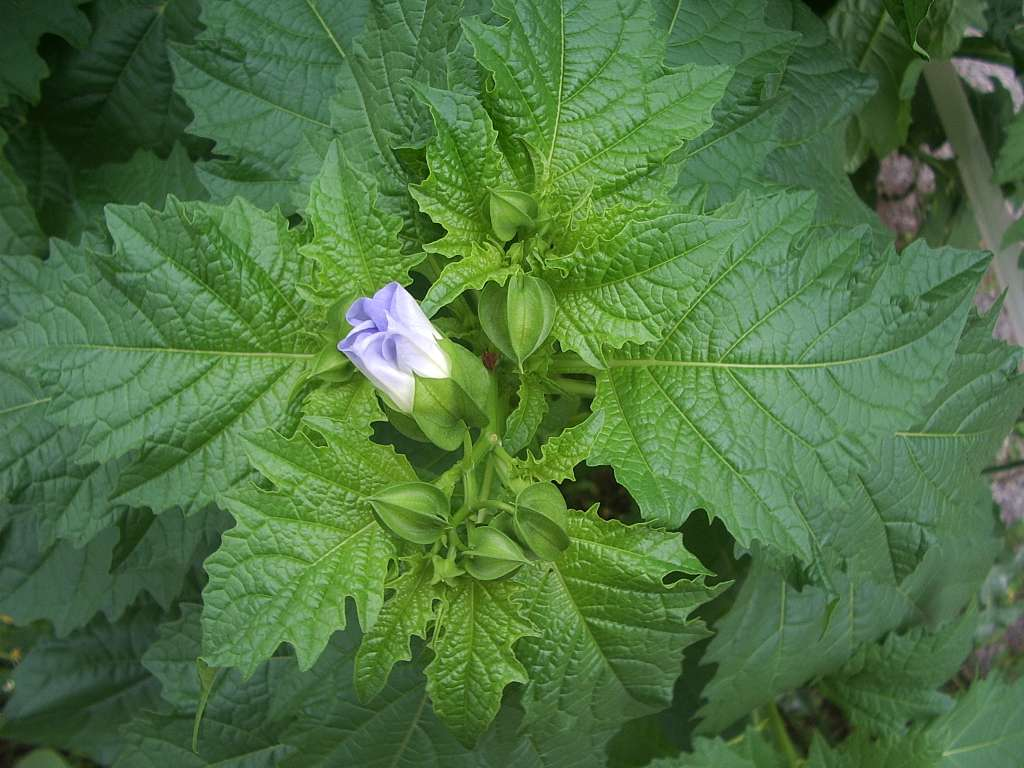
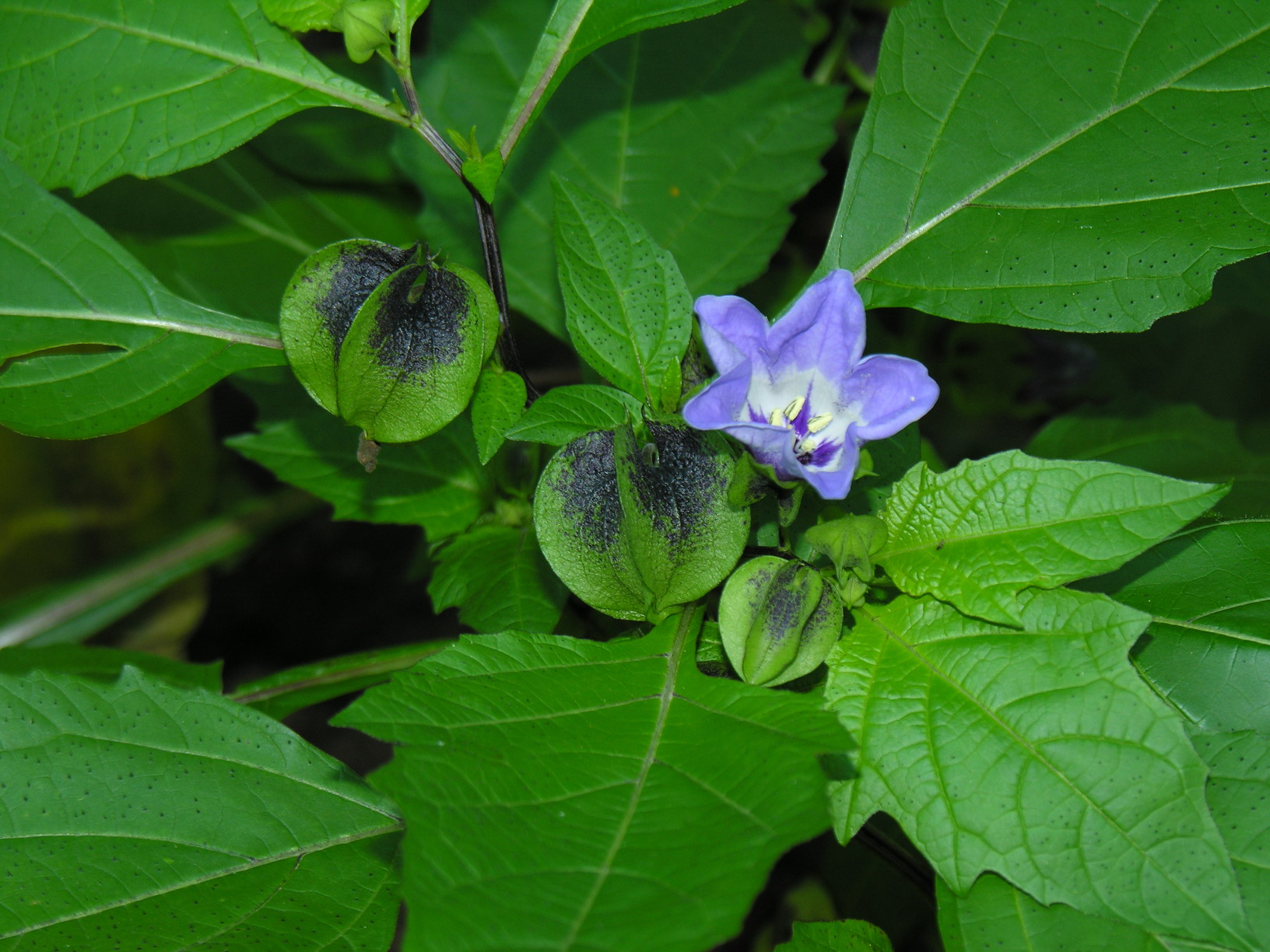
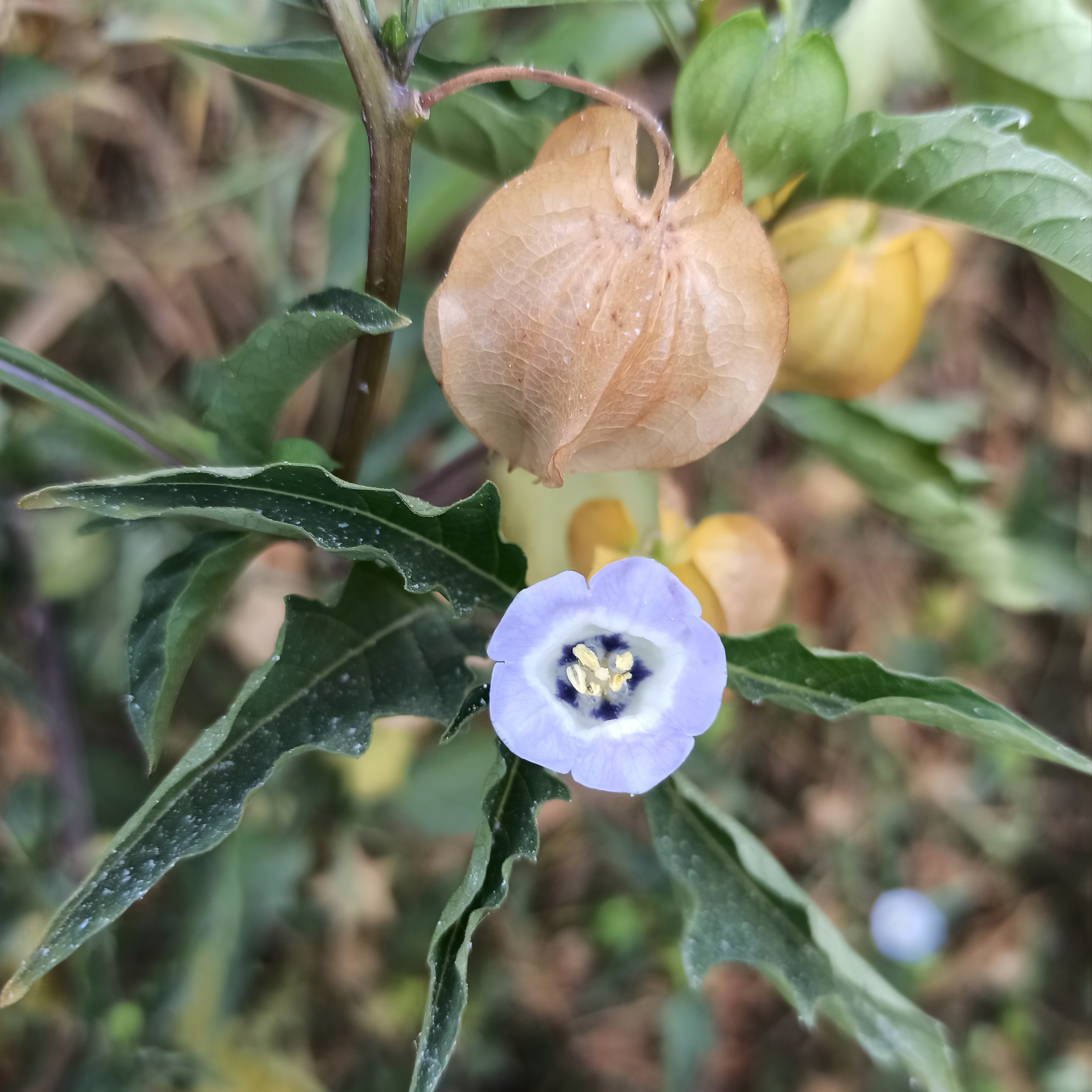

Al sud dels Estats Units d'Amèrica, el suc de la planta es barreja amb llet com a esquer enverinat per a les mosques domèstiques i els Cal·lifòrids, de la mateixa manera que s'utilitzaven els capells esmicolats del fong Amanita muscaria barrejats amb llet a algunes parts d'Europa.

## Química
Nicandra physaloides conté nicandrenones, un grup de lactones esteroides conegudes com withanolides. Les nicandrenones, com alguns altres tipus de witanolide, tenen propietats insecticides. 30 anys després del seu descobriment, la primera síntesi total de nicandrenones es va dur a terme l'any 2000. Entre els seus altres atributs paradoxals, N. physalodes també és lleugerament embriagador, mostrant un cert grau de psicoactivitat d'un tipus similar a la provocada per l'hiosciamina (un alcaloide de l'atropina ben conegut com un dels principis actius presents a les solanàcies notòriament tòxiques Hyoscyamus niger i Atropa belladonna i que causa midriasi, un símptoma que també es diu que és causat pels alcaloides presents a N. physaloides).

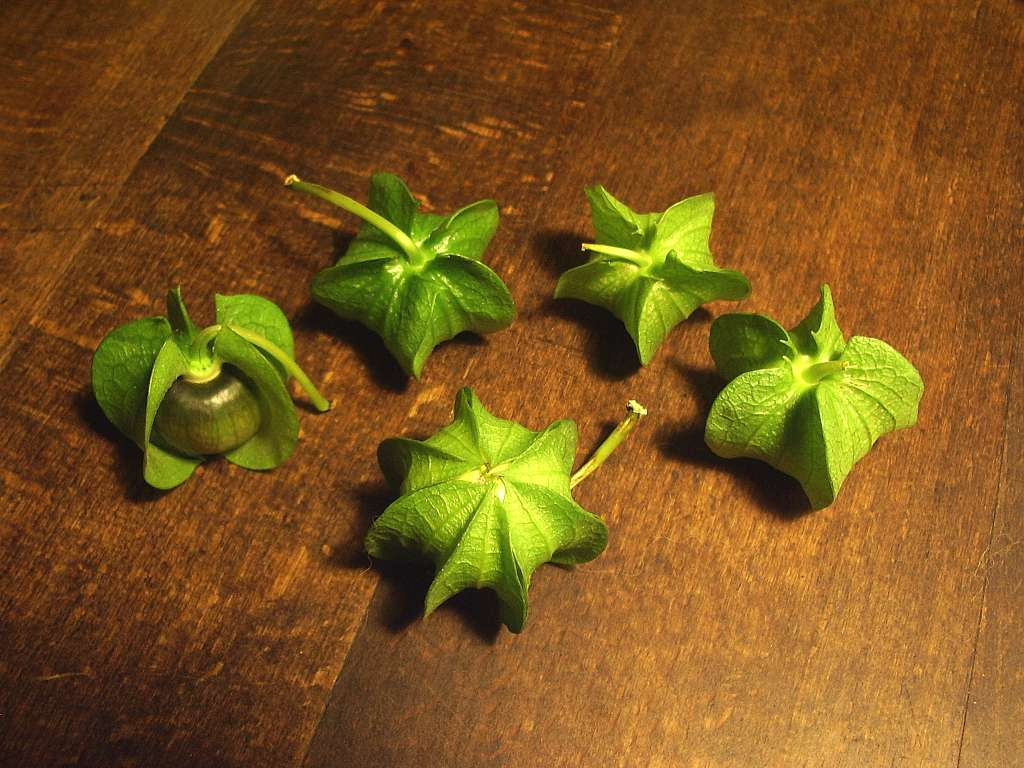
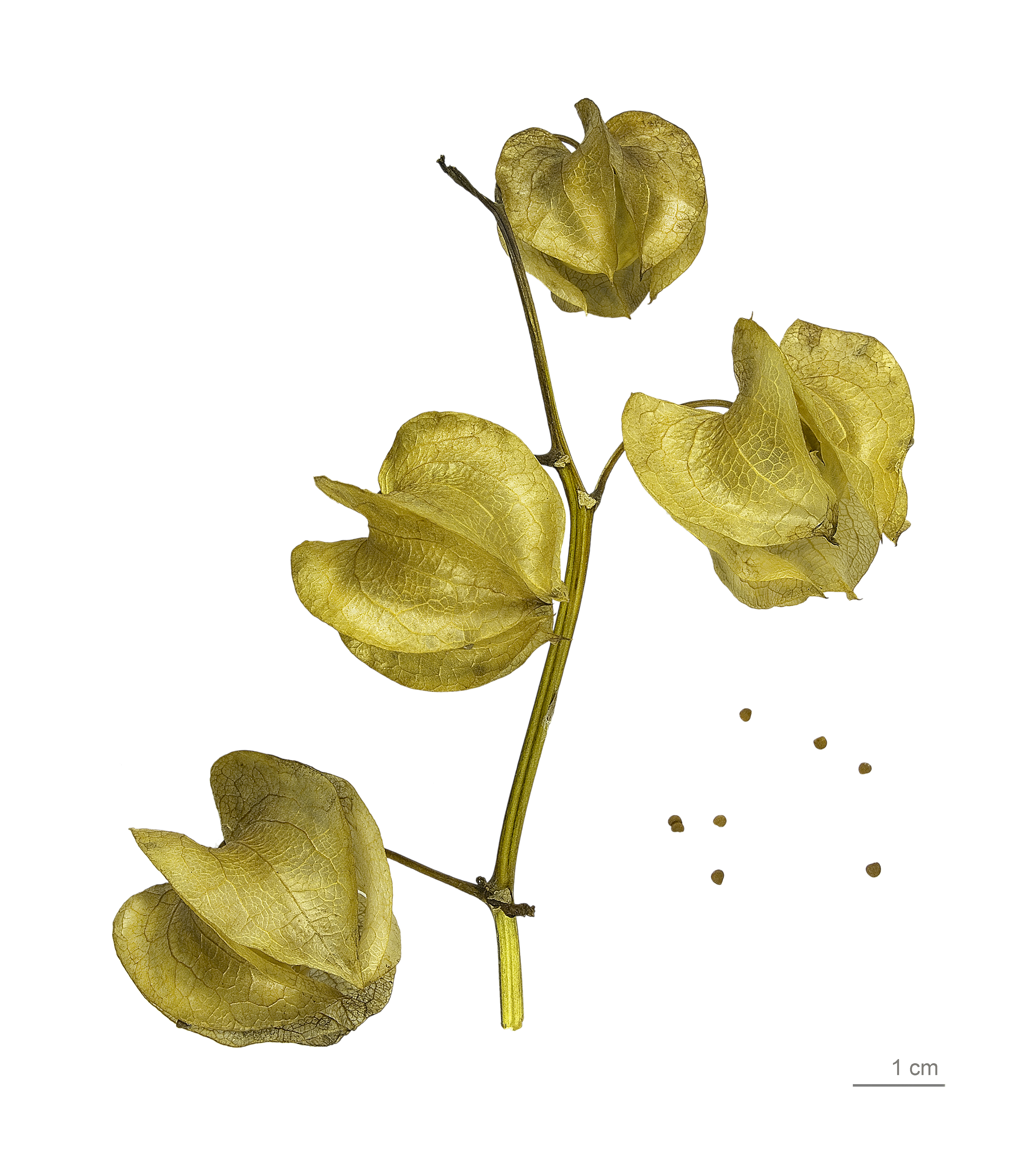
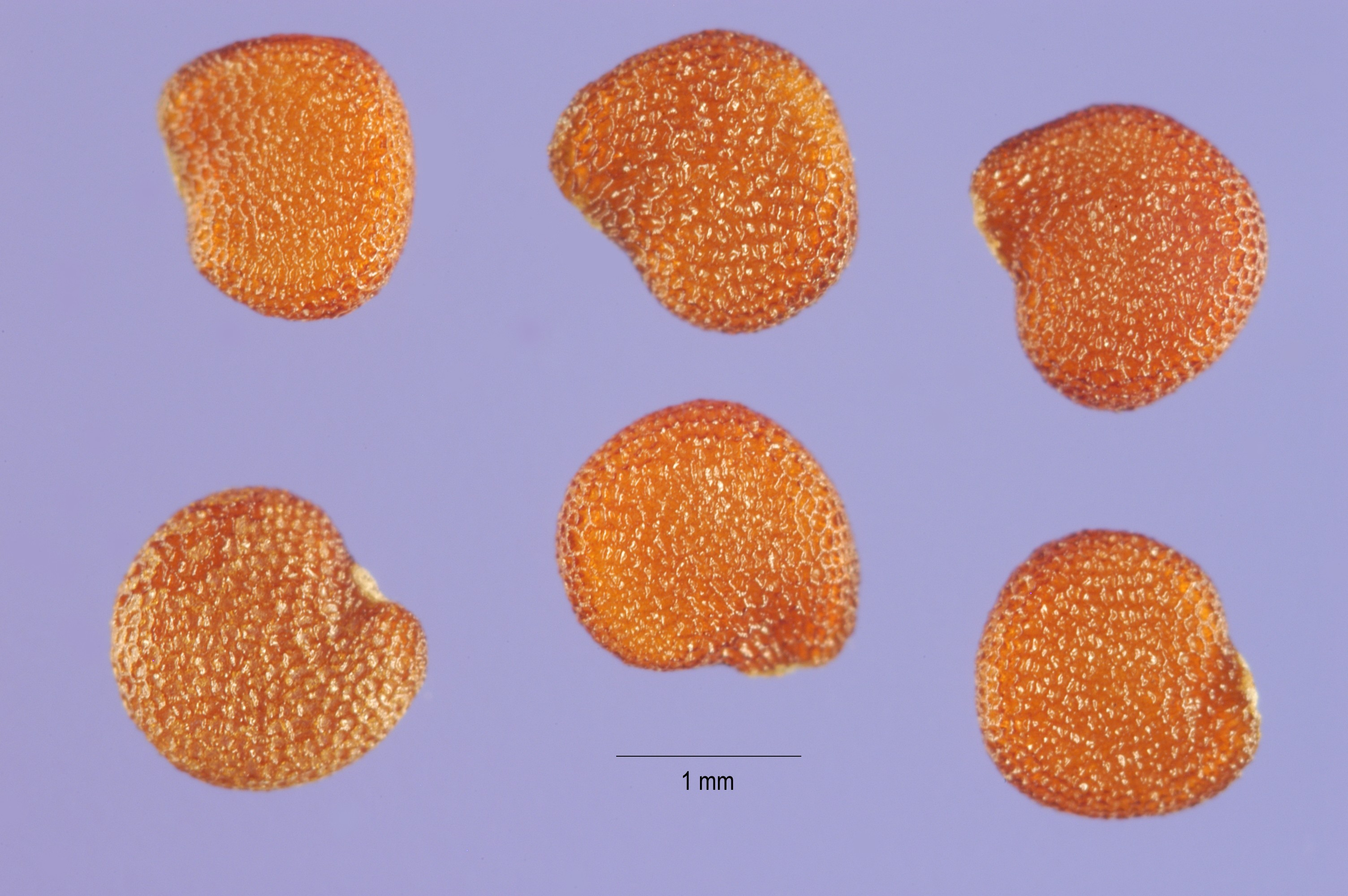

Aquesta propietat de la planta es reflecteix en un dels noms comuns que se li donen a França (és a dir, belladona de pays, és a dir, «belladona del país») i també en el nom comú belladona donat a Bolívia. Encara no se sap si aquesta psicoactivitat lleu es pot referir al contingut d'alcaloides o al contingut de withanolide (o possiblement a tots dos, o de fet una sinergia entre tots dos). Com els seus parents més tòxics, Nicandra physaloides és alcaloïdal, les anàlisis han revelat la presència de la tropinona (un alcaloide tropà) i l'higrina (un alcaloide pirrolidina) (0,1%, a l'arrel).
Els withanolides es troben gairebé exclusivament a les plantes de les solanàcies i, tot i que es nota que moltes espècies psicoactives pertanyents a aquesta família contenen només, o principalment, aquests compostos, encara no s'ha demostrat que un sol withanolide sigui psicoactiu. Els compostos reben el nom del gènere de solanàcies Withania, l'espècie més coneguda del qual, Withania somnifera, és, com el seu nom específic indica, lleugerament psicoactiu fins al punt d'induir el son (entre altres propietats medicinals útils). L'ús de W. somnifera (també conegut com «ginseng indi») com a tònic (adaptogen) en la medicina ayurvèdica és paral·lel a l'ús de N. physaloides com a adaptogen en la medicina tradicional tibetana (vegeu més amunt, a Usos) i es comptabilitza per al contingut de withanolide.
També hi ha presents a N. physaloides les calystegines, un nou grup d'alcaloides polihidroxi amb un esquelet de nortropà i que rep el nom del gènere de plantesCalystegia (Convolvulaceae). La seva aparició s'ha observat en diverses espècies de solanàcies, inclosa Atropa belladonna. Es creu que la biosíntesi d'aquests compostos té lloc a través de la via de l'alcaloide tropà, sent el primer metabòlit la pseudotropina.

## Sinonímia
- Atropa physaloides  L. 1753
- Calydermos erosus Ruiz i Pav. 1799
- Nicandra brevicorollata Bitter 1903
- Nicandra microcalyx Bitter, 1903
- Nicandra minor Fisch.Mey. & Avé-Lall.
- Nicandra nana Bitter, 1903
- Nicandra nebulosa Bitter, 1903
- Nicandra parvimaculata Bitter, 1903
- Nicandra undulata Bitter, 1903
- Physalis daturifolia Lam. 1786
- Physalis peruviana Miller 1768
- Physalis spectabilis Salisb. 1796
- Physalodes peruviana (Miller) Kuntze 1891
- Physalodes physalodes (L.) Britton